# Universidad de Liverpool
La Universidad de Liverpool es una universidad pública ubicada en la ciudad de Liverpool, Reino Unido y forma parte del llamado Grupo Russell de universidades enfocadas a la investigación.

## Historia
La universidad se creó en 1881 como University College Liverpool; en 1884, era parte de la Victoria University y en 1903 mediante Carta Real y una ley del Parlamento se convirtió en una universidad independiente. La universidad es miembro fundador del Grupo Russell de Universidades. La Universidad tiene unos 23,000 estudiantes registrados, con casi 18,000 a jornada completa. La Universidad tiene una amplia gama de enseñanza e investiga tanto en artes como en ciencias, y tiene una escuela médica grande que se asocia con el Real Hospital Universitario de Liverpool (Royal Liverpool University Hospital).  Está clasificada como la 24.ª mejor universidad en el Reino Unido, según la Guía Completa Universitaria (Complete University Guide) 2024. 
Liverpool tiene un total de tres universidades, aunque el término 'Universidad de Liverpool' comúnmente se refiere a la Universidad de Liverpool más que a las otras dos, que son la Universidad Liverpool Hope y la Universidad Liverpool John Moores.

## Campus y facultades
La Universidad está situada en un solo campus urbano, a cinco minutos a pie del centro de la ciudad de Liverpool. 
Biblioteca de Harold Cohen
La Biblioteca de Harold Cohen es la biblioteca principal para ciencia, ingeniería y ciencias dentales y veterinarias médicas. También contiene ocho centros de ordenador así como la suite de formación de Wolfson.
Biblioteca de Sydney Jones
La Biblioteca de Sydney Jones es la biblioteca principal de artes y humanidades, estudios sociales y de medio ambiente, y estudios latinoamericanos.
Facultad de Medicina
Considerada como una de las escuelas médicas superiores en el país, uno de los rasgos clave del programa médico es Aprendizaje Basado en Problemas (Problem-Based Learning, PBL). Este es un proceso educativo que anima los estudiantes, que trabajan en pequeños grupos, a aprender a través de la curiosidad y buscar información por ellos mismos. Los estudiantes tienen la oportunidad de conectar con ciencia médica básica en la práctica clínica temprano en el programa, estimulando y manteniendo su interés en lugar de aplastarlo con hechos. Otros rasgos del programa incluyen introducción a formación de habilidades clínica y de comunicación, un énfasis mayor en medicina de aprendizaje en la comunidad y el primer contacto con el paciente. La Escuela Medicina ofrece un curso de estudiante no licenciado de cinco años, y un curso de entrada de cuatro graduado|titulado superior. Mucha de la educación clínica se da en el Royal Liverpool and Broadgreen University Hospital NHS Trust. La escuela medicina también tiene una de las sociedades de estudiante más viejas - la Sociedad de Estudiantes Médicos de Liverpool. La Escuela Medicina de Liverpool de hecho es anterior a la universidad en su concepción, ya que originariamente la universidad se construyó alrededor de un hospital de enseñanza. Continúa siendo hoy el centro de  la vida de estudiantes de medicina y es el germen de una comunidad vibrante de muchos estudiantes.
Escuela Dental
La Escuela Dental de Liverpool, basada en el Hospital Dental de Liverpool, es una de las escuelas dentales superiores en el Reino Unido. El Programa Dental de Liverpool está basado sobre un Aprendizaje Basado en Problemas sistema, donde a pequeños grupos de estudiantes se da un caso médico, y mediante investigación son animados enterarse de las causas y los tratamientos|tratos para ellos mismos. La escuela Dental ahora ofrece la mejor suite de Técnicas de Operación (Jefe de Fantasma) del mundo, hasta que una suite similar basada en su diseño, pero dos veces su tamaño, se concluya en los EE. UU.
La Escuela Dental ofrece un curso de estudiante no licenciado de cinco años, y recientemente la cantidad de estudiantes dentales en la universidad ha aumentado debido a la introducción de una nueva pista rápida de entrada de titulado superior con un curso de cuatro años
Facultad de Veterinaria
Fue la primera escuela veterinaria en el Reino Unido en ser incorporada a una Universidad. La infraestructura de tratamiento e investigación de la facultad, que se sitúan en el campus principal y en Leahurst, en la Península de Wirral, aproximadamente 12 millas fuera de Liverpool, están entre lo más avanzado e innovador del país. Hay tres hospitales de enseñanza principales:
El Hospital Equino de Philip Leverhulme es uno de los hospitales equinos más concurridos y más satisfactorios del Reino Unido, con competencias en las áreas de gastroenterología, oncología, ortopedia y neurología. La Campaña de Desarrollo Veterinaria de La Universidad es|está actualmente a camino de obtener fondos para respaldar|sostener la instalación de la primera Unidad de resonancia magnética nuclear veterinaria en el Norte de Inglaterra y una nueva Unidad de Radioterapia.
En 2006 la facultad se consideraba n.º 1 escuela de veterinario de Reino Unido en la Guía de la Buena Universidad del diario Times en 2006 (The Times Good University Guide 2006). Se le otorgaba una puntuación de 24/24 por la Agencia de Control de Calidad para la Enseñanza Superior (Quality Assurance Agency for Higher Education) y en 2005 era citada como 'la Universidad con los estudiantes más satisfechos' por la Asociación Veterinaria Británica y la Asociación de Estudiantes Veterinarios.
Escuela de Ingeniería
La facultad de Ingeniería es uno de los mayores departamentos de la universidad, y uno de los mayores departamentos de ingeniería del país, ofreciendo una cantidad enorme de cursos. El Departamento de Ingeniería ofrece cursos en ingeniería civil, aeroespacial y mecánica, y variantes, incluyendo cursos preuniversitarios de 'fundamento'. El departamento de ingeniería eléctrica y electrónica ofrece cursos más especializados en esos campos. En los últimos años.  el término "El Ingeniero de Liverpool" fue acuñado para referirse a ingenieros que estudian en la universidad en este momento. Estos estudiantes se benefician no solamente de la enseñanza experta y experiencia en su campo elegido de especialización, sino también de todos los otros campos; un enorme beneficio para el sector de ingeniería del mañana.
La Sociedad de Estudiante de Ingenieros de Liverpool (en inglés de Liverpool Engineers Student Society), es la Sociedad de Ingenieros, y a menudo organiza acontecimientos sociales para|por estudiantes de ingeniería de todas las formas. La rivalidad entre los ingenieros y los médicos, es a menudo intensa.
Docentes notables en el departamento de ingeniería incluyendo el Dr. Daniel Walker, bien conocido por su conocimiento amplio de sistemas de mecánica, aerodinámica y vuelo, y el prof. Marcel Escudier, mundialmente célebre por sus enseñanzas sobre Mecánica de Fluidos.
Colegios mayores
Los principales complejos de alojamiento de la universidad están en el distrito de Colina de Mossley de Liverpool. Estos pertenecen a la universidad, e incluyen el Greenbank y los complejos Carnatic, aunque existen también multitud de alojamientos privados. Las Salas|Vestíbulos de Greenbank incluyen la Sala de Derby y Rathbone [1] y Sala de Roscoe y Gladstone: comúnmente conocido como D&R; y R&G respectivamente. Carnatic Halls es el mayor complejo de alojamiento de Liverpool, incluyendo 6 salas: Casa de Morton, Casa de Mountford, Sala de Valle, Sala de McNair, Sala de Salisbury y Sala de Rankin. Los dos lugares incluyen una gama de ajolamiento con servicio y auto-servicio. Las salas de residencia cuentan con la línea 699 de bus, que circula continuamente durante el día entre las salas y el campus de universidad principal.
Dentro del campus principal, hay tres lugares de alojamiento: Tribunal de Mora, Tribunal Filarmónico y Arboleda de Melville. Tribunal de Mora está situado entre Calle de Oxford, Calle de Mora, y Monte Agradable. Arboleda de Melville está en la Calle de Arboleda y la Filarmónica en la Calle de Catharine. Estas son las salas con auto-servicio situadas aproximadamente 2-5 minutos del Gremio de Estudiantes, y 10 minutos del centro de la ciudad. La Arboleda de Melville típicamente aloja estudiantes de postgraduado superior, aunque los estudiantes no licenciados pueden solicitar también alojamiento allí. La Filarmónica tiene salas para estudiantes de primer año y pisos para estudiantes de postgraduado superior con familias.